# Microleptes grandis
Microleptes grandis là một loài tò vò trong họ Ichneumonidae.